# Alonso Solís
Alonso Solís Calderón (ur. 14 października 1978 w San José) – kostarykański piłkarz występujący na pozycji pomocnika.

## Kariera klubowa
Solís karierę rozpoczynał w 1995 roku w zespole Deportivo Saprissa. W 1998 roku, a także rok później zdobył z nim mistrzostwo Kostaryki. Po tych sukcesach odszedł do chilijskiego Universidadu Católica. Grał tam do końca sezonu 1999.
Na początku 2000 roku Solís przeszedł do greckiego OFI 1925. Przez 1,5 roku rozegrał tam 17 spotkań i zdobył 3 bramki w Alpha Ethniki. W połowie 2001 roku wrócił do Deportivo Saprissa.
W 2002 roku Solís podpisał kontrakt z norweskim zespołem SK Brann. W sezonie 2002 zagrał tam w 14 meczach i strzelił 4 gole. Następnie ponownie został graczem Deportivo Saprissa. Tym razem jego barwy reprezentował przez 10 lat, z przerwą w 2008 roku na występy w meksykańskiej drużynie Necaxa. Przez ten czas wywalczył z zespołem 3 mistrzostwa Kostaryki (2004, 2006, 2007), po 2 mistrzostwa faz Apertura (2008, 2009) oraz Clausura (2008, 2010), Ligę Mistrzów CONCACAF (2005) oraz Copa Interclubes UNCAF (2003).

## Kariera reprezentacyjna
W reprezentacji Kostaryki Solís zadebiutował w 1999 roku. W 2004 roku został powołany do kadry na turniej Copa América. Zagrał na nim w meczach z Paragwajem (0:1), Brazylią (1:4), Chile (2:1) oraz Kolumbią (0:2), a Kostaryka odpadła z rozgrywek w ćwierćfinale.
W 2007 roku znalazł się w drużynie na Złoty Puchar CONCACAF, zakończony przez Kostarykę na ćwierćfinale. Nie wystąpił jednak na nim ani razu.
W latach 1999–2008 w drużynie narodowej Solís rozegrał łącznie 48 spotkań i zdobył 8 bramek.